# أستراليا المفتوحة 1991
هنا قائمة ببطولات أستراليا المفتوحة لسنة 1991:

## الكبار

### فردي رجال
بوريس بيكر هزم  إيفان ليندل, 1-6, 6-4, 6-4, 6-4

### فردي سيدات
مونيكا سيليش هزم  يانا نوفوتنا, 5-7, 6-3, 6-1

### زوجي رجال
سكوت ديفيز و ديفيد بات هزم  باتريك ماكإنرو و ديفيد ويتون, 6-7, 7-6, 6-3, 7-5

### زوجي سيدات
باتي فينديك و ماري جو فيرنانديز هزم  غيغي فيرنانديز و يانا نوفوتنا, 7-6, 6-1

### زوجي مختلط
جيرمي باتس و جو دوري هزم  سكوت ديفيز و روبن وايت, 2-6, 6-4, 6-4